# Sitkey Irén
Sitkey Irén (Temesvár, 1902. január 5. – Budapest, 1972. szeptember 16.) színésznő.

## Életútja
1920-ban végzett a Színiakadémián. 1920–1929 között Vígszínházban szerepelt. 1929–1930 között az Andrássy úti Színház tagja volt. 1931–1932 között a Magyar Színházban játszott. 1932–1933 között a Belvárosi Színház színművésznője volt, majd néhány évig nem volt szerződése. 1936–1944 között visszatért a Vígszínházhoz. 1945–1966 között a Nemzeti Színház játszott. 1951–1952 között a Vígszínházban játszott. Férje Simay-Molnár Gyula fővárosi kerületi tisztiorvos volt.

## Fontosabb színházi szerepei
- Webbné (Wilder: A mi kis városunk)
- Millerné (Schiller: Ármány és szerelem)
- Márwitz Ilona (Karinthy Ferenc: Ezer év)

## Filmszerepei
- Csókolj meg, édes! (1932)
- Az iglói diákok (1934) – Petky Fruzsina, a polgármester nővére
- A nagymama (1935) – Timár Karolin, a leánynevelő intézet igazgatónője
- Szent Péter esernyője (1935) – tanárnő
- Pókháló (1936) – igazgatónő
- Mária nővér (1936) – pesztonka
- Édes a bosszú (1937) – tanárnő
- Tokaji rapszódia (1937) – visszaküldött házvezetőnő a pályaudvaron
- Marika (1937) – Nusi, cukrászdásnő
- Magdát kicsapják (1937-38)
- Elcserélt ember (1938) – bálozó asszony
- Cifra nyomorúság (1938) – vendég Feliczyéknél
- Nehéz apának lenni (1938)
- Péntek Rézi (1938) – Kató, árvaházi tanárnő
- Magyar feltámadás (1938-39)
- Áll a bál (1939) – grófnő
- Fűszer és csemege (1939) – Berta nővér
- Göre Gábor visszatér (1940) – doktornő
- Sarajevo (1940) – ápolónő
- Mindenki mást szeret (1940) – tanítónő
- Tóparti látomás (1940) – Agáta, Anna ápolónője
- Tokaji aszú (1940) – Viola néni, Pista nagynénje
- Beata és az ördög (1940)
- Ma, tegnap, holnap (1941)
- Ne kérdezd, ki voltam (1941) – Berend Árpádné, Anna, Konrád Eszter nagynénje
- Intéző úr (1941)
- Miért? (1941) – ideges hölgy az Operában
- Halálos csók (1942) – vendég az estélyen
- Házassággal kezdődik (1942-43) – ideggyógyintézeti ápolónő
- Késő (1943)
- Kölcsönadott élet (1943) – ápolónő
- Menekülő ember (1943) – a család barátja, orvos felesége
- Madách – Egy ember tragédiája (1944) – Iténina, nevelőnő
- Boldoggá teszlek (1944) – Horváthné Ilonka néni
- Szabóné (1949)
- Ház a sziklák alatt (1958)
- Mama (1958, TV film)
- Édes Anna (1958)
- Álmatlan évek (1959)
- Megöltek egy lányt (1961)
- Pirosbetűs hétköznapok (1962)
- A szélhámosnő (1963)
- Az aranyfej (1964)
- Fény a redőny mögött (1966)